# Dubăuți, Cozmeni
Dubăuți (în ucraineană Дубівці, transliterat Dubivți și în germană Duboutz) este un sat reședință de comună în raionul Cozmeni din regiunea Cernăuți (Ucraina). Are 1,232 locuitori, preponderent  ucraineni (ruteni).
Satul este situat la o altitudine de 182 metri, pe malul râului Prut, în partea de centru a raionului Cozmeni.

## Istorie

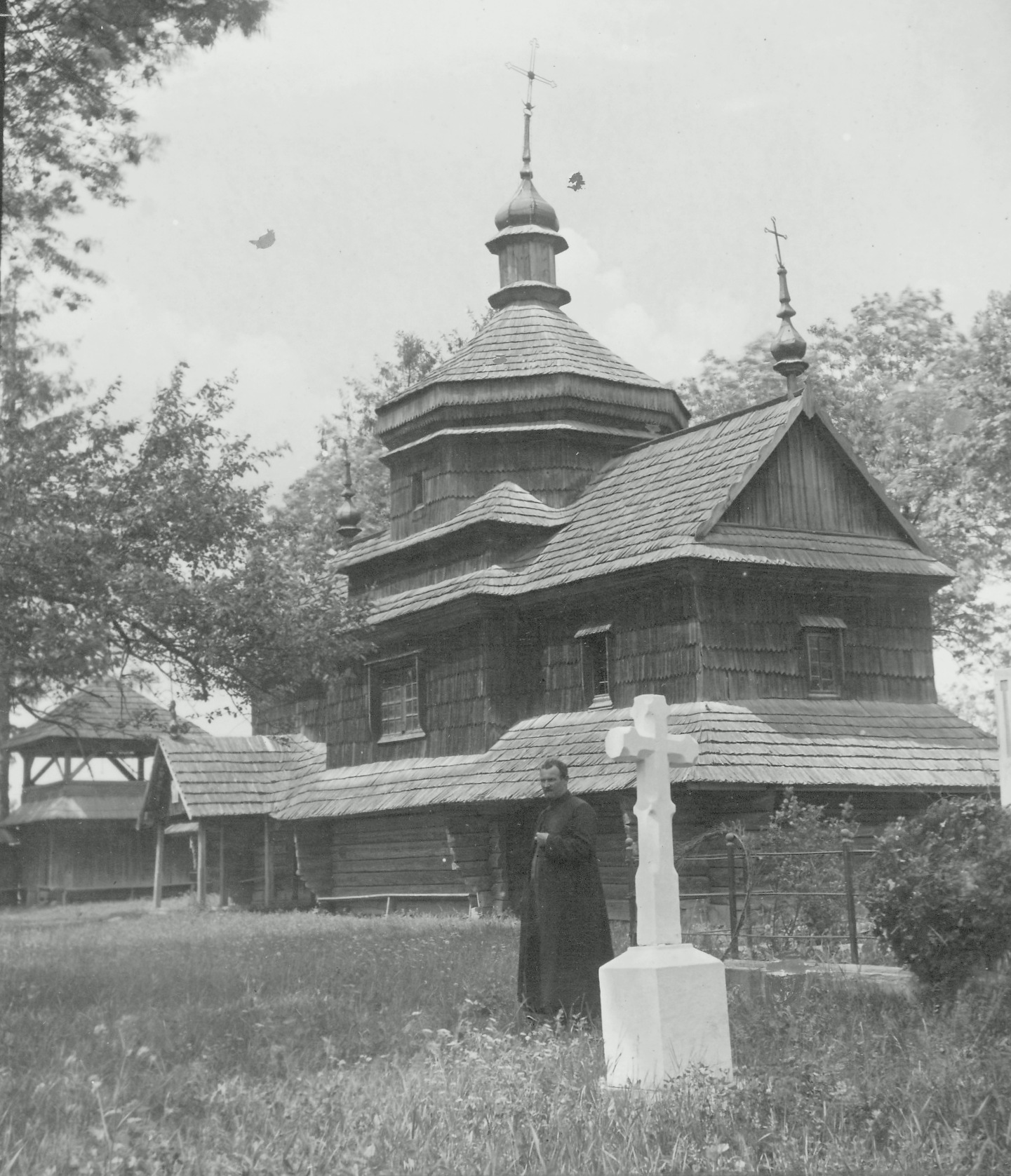
Biserica de lemn în 1936

Localitatea Dubăuți a făcut parte încă de la înființare din regiunea istorică Bucovina a Principatului Moldovei, numindu-se inițial Dubovăț. Prima atestare documentară a localității datează din 2 noiembrie 1464.
După anexarea Bucovinei de către Imperiul Habsburgic în anul 1775, localitatea Dubăuți a făcut parte din Ducatul Bucovinei, guvernat de către austrieci, făcând parte din districtul Cozmeni (în germană Kotzmann). Din 1856, funcționa la Dubăuți o școală cu trei clase.
După Unirea Bucovinei cu România la 28 noiembrie 1918, satul Dubăuți a făcut parte din componența României, în Plasa Șipenițului a județului Cernăuți. Pe atunci, majoritatea populației era formată din ucraineni, existând și o comunitate de români.
Ca urmare a Pactului Ribbentrop-Molotov (1939), Bucovina de Nord a fost anexată de către URSS la 28 iunie 1940, reintrând în componența României în perioada 1941-1944. Apoi, Bucovina de Nord a fost reocupată de către URSS în anul 1944 și integrată în componența RSS Ucrainene. 
Începând din anul 1991, satul Dubăuți face parte din raionul Cozmeni al regiunii Cernăuți din cadrul Ucrainei independente. Conform recensământului din 1989, numărul locuitorilor care s-au declarat români plus moldoveni era de 8 (5+3), reprezentând 0,64% din populație . În prezent, satul are 1.232 locuitori, preponderent ucraineni.

## Demografie
Componența lingvistică a comunei Dubăuți
     Ucraineană (99,11%)
     Alte limbi (0,89%)
Conform recensământului din 2001, majoritatea populației comunei Dubăuți era vorbitoare de ucraineană (99,11%), existând în minoritate și vorbitori de alte limbi.
1989: 1.253 (recensământ)
2007: 1.232 (estimare)

### Recensământul din 1930
Componența etnică a comunei Dubăuți (județul Cernăuți)
     Ruteni (94,53%)
     Polonezi (2,48%)
     Evrei (2,04%)
     Altă etnie (0,95%)
Componența confesională a comunei Dubăuți
     Ortodocși (95,04%)
     Romano-catolici (2,62%)
     Mozaici (2,04%)
     Altă religie (0,3%)
Conform recensământului efectuat în 1930, populația comunei Dubăuți se ridica la 1.371 locuitori. Majoritatea locuitorilor erau ruteni (94,53%), cu o minoritate de polonezi (2,48%) și una de evrei (2,04%). Alte persoane s-au declarat: români (5 persoane), germani (3 persoane), ruși (2 persoane) și armeni (3 persoane). Din punct de vedere confesional, majoritatea locuitorilor erau ortodocși (95,04%), dar existau și romano-catolici (2,62%) și mozaici (2,04%). Alte persoane au declarat: armeano-gregorieni (3 persoane) și armeano-catolici (1 persoană).

## Obiective turistice
- Biserica de lemn cu hramul „Adormirea Maicii Domnului" - construită în anul 1775; are și o clopotniță de lemn [6]